# Bengt Holmström (nationalekonom)
Bengt Robert Holmström, född den 18 april 1949 i Helsingfors, är en finlandssvensk nationalekonom och professor vid Massachusetts Institute of Technology. Holmström kallades till ledamot av Finska Vetenskaps-Societeten år 1992 och valdes till hedersledamot av societeten år 2016.  Han är utländsk ledamot av Kungliga Vetenskapsakademien sedan 2001 och av Kungliga Ingenjörsvetenskapsakademien sedan 2005. Han har tidigare varit styrelseledamot i Nokia.
Holmström tilldelades 2016 Sveriges Riksbanks pris i ekonomisk vetenskap till Alfred Nobels minne, tillsammans med professor Oliver Hart. Holmström är den första finländaren som har tilldelats priset.
Holmström och Hart fick priset för sina ”bidrag till kontraktsteorin”, ett ämne som påverkar många aspekter av våra liv, till exempel husköp, bilförsäkring och anställningskontrakt. Harts och Holmströms forskningar visar hur kontrakt hjälper oss att hantera många intressekonflikter. Deras analys av optimala kontrakt lägger en intellektuell grund för att utforma politik och institutioner inom många områden, från konkurslagstiftning till politiska konstitutioner. 

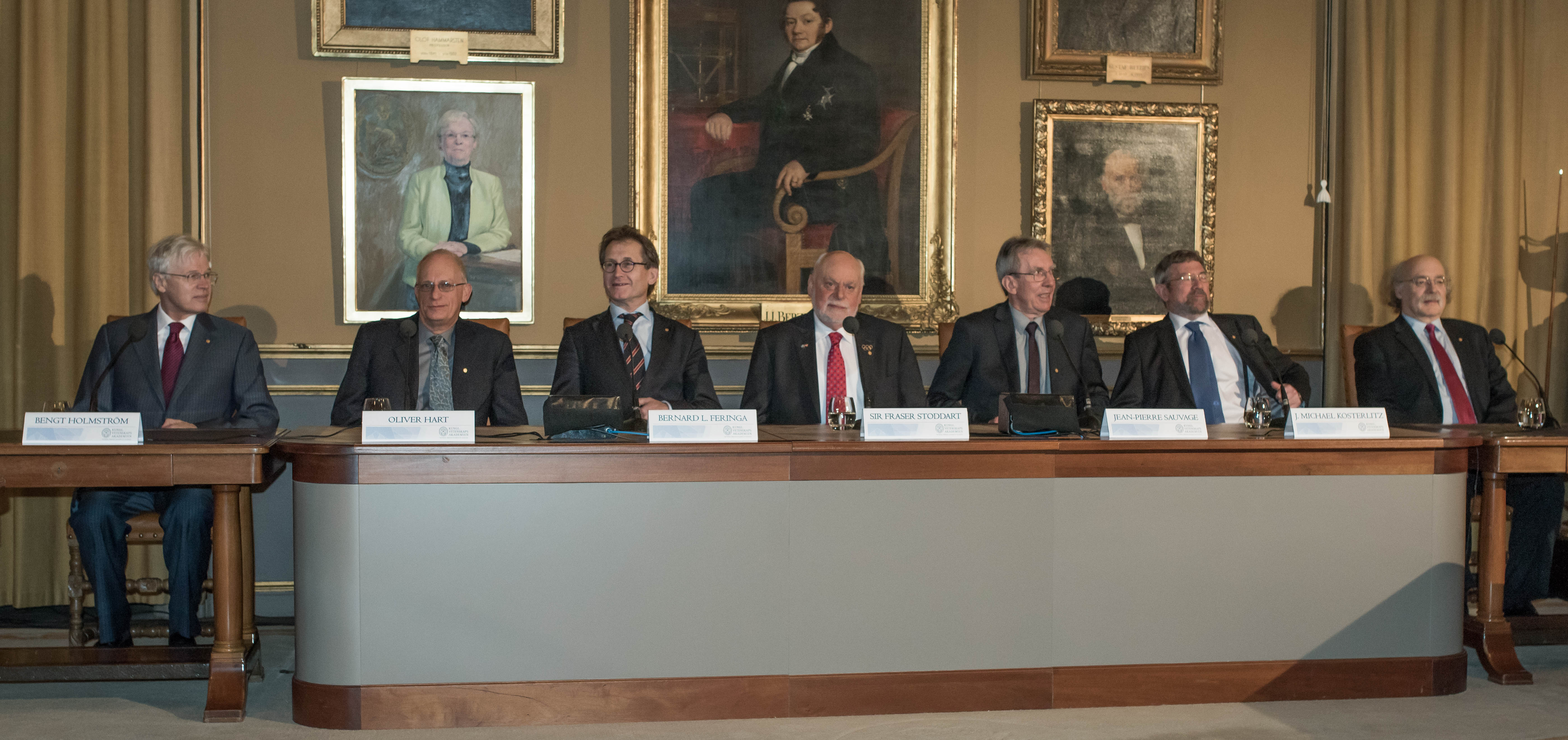
Nobelpristagarna 2016

## Urval av publikationer
- Holmström, Bengt 1972. En icke-linear lösningsmetod för allokationsproblem. Helsingfors universitet.
- Holmström, Bengt 1979. "Moral Hazard and Observability." Bell Journal of Economics, 10 (1), s. 74–91.
- Holmström, Bengt 1982. "Moral Hazard in Teams." Bell Journal of Economics, 13 (2), s. 324–340.
- Holmström, Bengt 1983. "Equilibrium Long-Term Labor Contracts." Quarterly Journal of Economics, 98 (Supplement), 23–54. bakom betalmur.
- Holmström, Bengt 1999. "Managerial Incentive Problems: A Dynamic Perspective." Review of Economic Studies, 66 (1), s. 169–182.
- Holmström, Bengt & Milgrom, Paul 1991. "Multitask Principal-Agent Analyses: Incentive Contracts, Asset Ownership, and Job Design." Journal of Law, Economics, and Organization, 7, s. 24–52.
- Holmström, Bengt 1994. "The Firm as an Incentive System." American Economic Review, 84 (4), s. 972–991.
- Holmström, Bengt & Roberts, John 1998. "The Boundaries of the Firm Revisited." Journal of Economic Perspectives, 12 (4), s. 73–94.
- Holmström, Bengt & Tirole, Jean 1998. "Private and Public Supply of Liquidity." Journal of Political Economy, 106 (1), s. 1–40. bakom betalmur